# تری دیز گریس
تری دیز گریس یک گروه هارد راک کانادایی می‌باشد که در سال ۱۹۹۷ تشکیل شد. در اصل گروه در سال ۱۹۹۵ با نام گروندزول شروع بکار کرده بود که در سال ۱۹۹۷ نام تری دیز گریس جایگزین اسم قبلی شد. اعضای گروه را مت والست (گیتاریست و خواننده)، برد والست (بیسیست)، نیل سندرسون (درامر) و بری استاک (گیتاریست) تشکیل می‌دهند.
عضو سابق گروه یعنی آدام گانتیر سال ۲۰۱۳ از گروه جدا شد.

## ۲۰۰۳–۲۰۰۵
در سال ۲۰۰۳ اولین آلبوم استودیویی گروه با نام تری دیز گریس بیرون داده شد که نخستین تک‌آهنگ آن متنفرم از همه چیز تو نام داشت که نمره دوم را در مین استریم راک دریافت نمود که چندی بعد تک‌آهنگ تنها مثل تو نمره اول را دریافت کرد. تمامی اشعار در این آلبوم از خود گروه بوده و همچنین گوین براون نیز در چند آهنگ با آنها همراه بوده‌است.

## ۲۰۰۶–۲۰۰۸

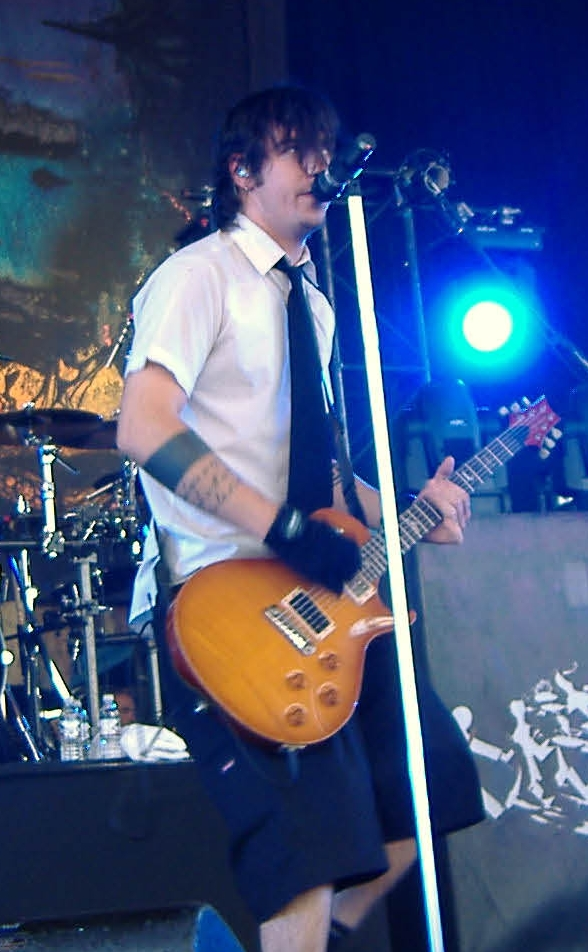
آدام گونتیر - خواننده اصلی و گیتاریست گروه تری دیز گریس

در سال ۲۰۰۵ آدام گانتیر برای ترک اعتیاد به شهری دور افتاده رفته بود که در همان‌جا شعر چند آهنگ از آلبوم بعدی را نوشت. اعضای گروه بخاطر وضعیت او به دنبال یک خواننده جدید بودند که آدام بعد از بهبودیش بلافاصله به گروه بازگشت و همه از تصمیم خود منصرف شدند. او فرصتی پیدا کرد تا دوباره به حرفه اش ادامه دهد که بعد از این قضایا تری دیز گریس به استودیو رفت و شروع به ضبط آلبوم جدید کرد. آلبوم آنها وان-ایکس نام گذاشته شد و شامل تک‌آهنگ‌های همانند دارم حیوان می‌شوم و هرگز دیر نیست بود که نمرات اول و دوم را به ترتیب کسب کردند.
در اوایل سال ۲۰۰۷ خبر داده شد که آدام گانتیر به همراه گروه آپوکالیپتیکا یک آهنگ با نام اهمیتی نمی دم را منتشر کردند. او همچنین در یکی از تورها با گروه سیتر آهنگ منقطع را اجرا کرد. آدام گانتیر به همراه بنجامین برنلی (خواننده گروه برکینگ بنجامین) آهنگ «رقصی با شیطان» را با هم خواندند.
تری دیز گریس از مارس ۲۰۰۸ شروع به ساخت یک کنسرت زنده کرد که تا اوایل اوت درگیر آن بود. بالاخره در یازدهم اوت در سایت رسمی گروه اعلام شد که دی وی دی جدیدی با نام کنسرتی در پالیس تا چند روز دیگر انتشار خواهد یافت که این اتفاق در نوزدهم اوت روی داد.

## ۲۰۰۹
تری دیز گریس در ۲۲ سپتامبر ۲۰۰۹ سومین آلبوم رسمی خود با نام «زندگی الان شروع می‌شود» را منتشر کرد. اولین تک‌آهنگ این آلبوم «شکست» نام دارد که در ۷ سپتامبر وارد ایستگاه‌های رادیویی راک شد.

## ۲۰۱۲
در این تاریخ آلبوم «عبور زهره» منتشر شد.

## ۲۰۱۵
آلبوم انسان که اولین آلبوم به خوانندگی مت والست می‌باشد در اوایل سال میلادی منتشر شد. اولین آهنگهای منتشر شده از آن «کشندهٔ درد» و «من یک ماشین هستم» می‌باشند.

## ۲۰۱۷–۲۰۱۸
در سال ۲۰۱۷ ضبط آلبوم Outsider که ششمین آلبوم گروه است شروع شد. اولین آهنگ منتشر شده The Mountain نام داشت که توانست رتبه ۱ Mainstream Rock را بدست آورد.
در نهایت این آلبوم در ماه مارس ۲۰۱۸ منتشر شد

## اعضای گروه
- مت والست – آواز، ریتم گیتار
- بری استاک – گیتار لید
- برد والست – گیتار بیس
- نیل سندرسون – درامز، هم آواز